# Turbonilla penascoensis
Turbonilla penascoensis is een slakkensoort uit de familie van de Pyramidellidae. De wetenschappelijke naam van de soort is voor het eerst geldig gepubliceerd in 1935 door Lowe.